# Europäische Höhlensalamander
Die Gattung Hydromantes, auch als Europäische Höhlensalamander oder im englischen als web-toed-salamanders bezeichnet, ist eine Gattung der Lungenlosen Salamander. Sie besteht aus 13 Arten, die in Europa und Nordamerika vorkommen. Der taxonomische Status ihrer Untergattungen ist umstritten.

## Taxonomie

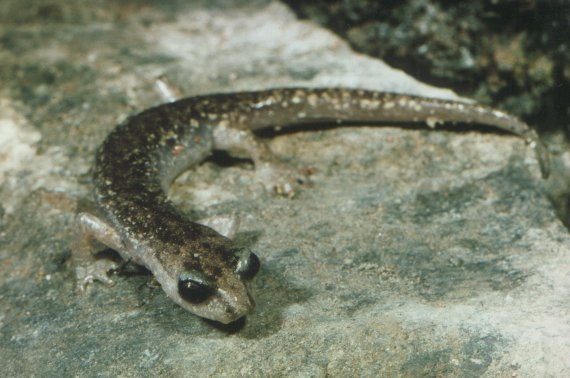
Genés Höhlensalamander (Atylodes genei)

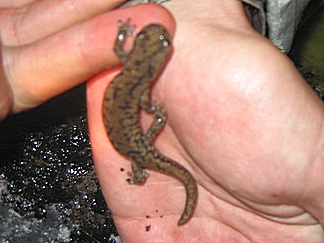
Mount-Lyell-Salamander (Hydromantes platycephalus)

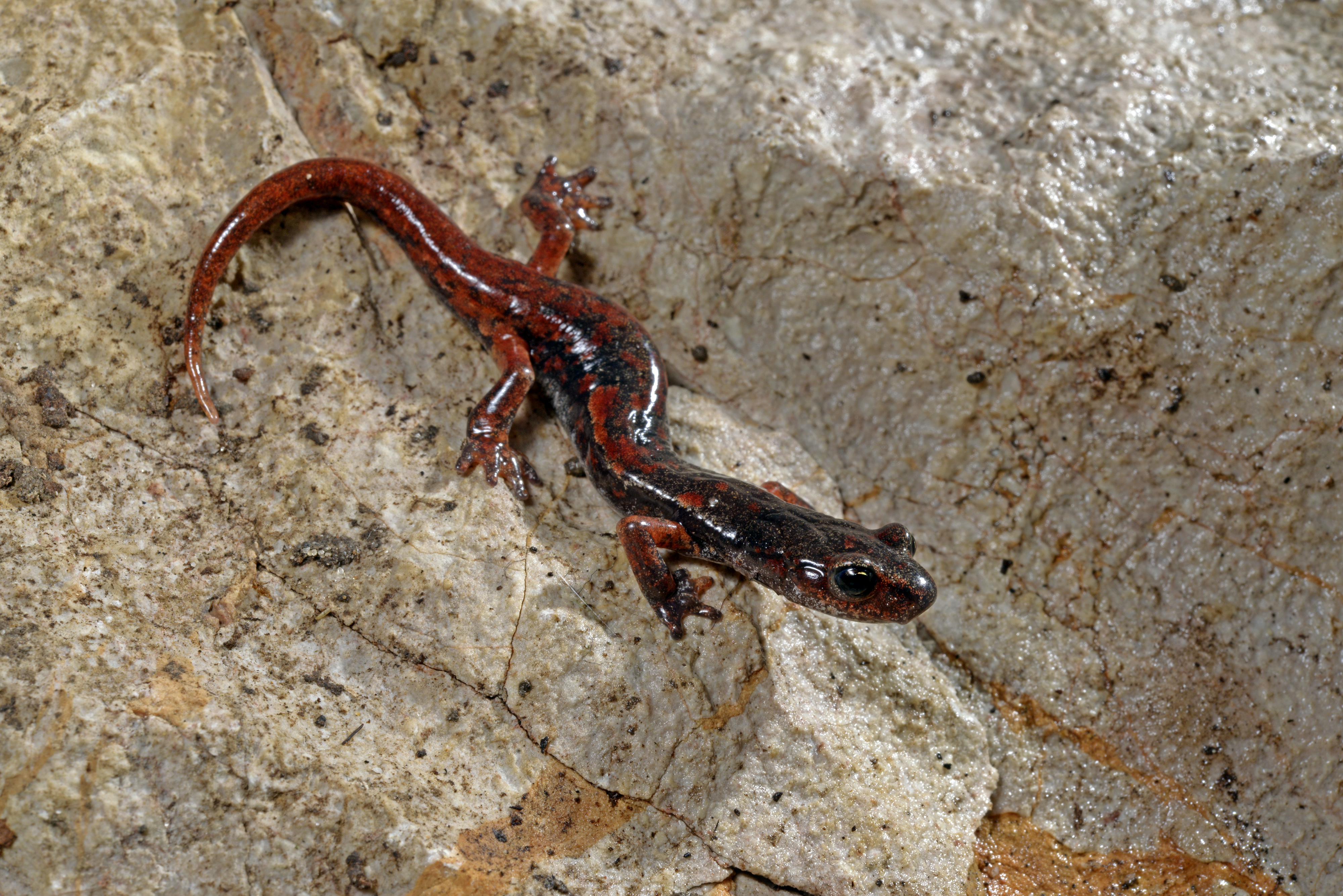
Italienischer Höhlensalamander (Hydromantes italicus)

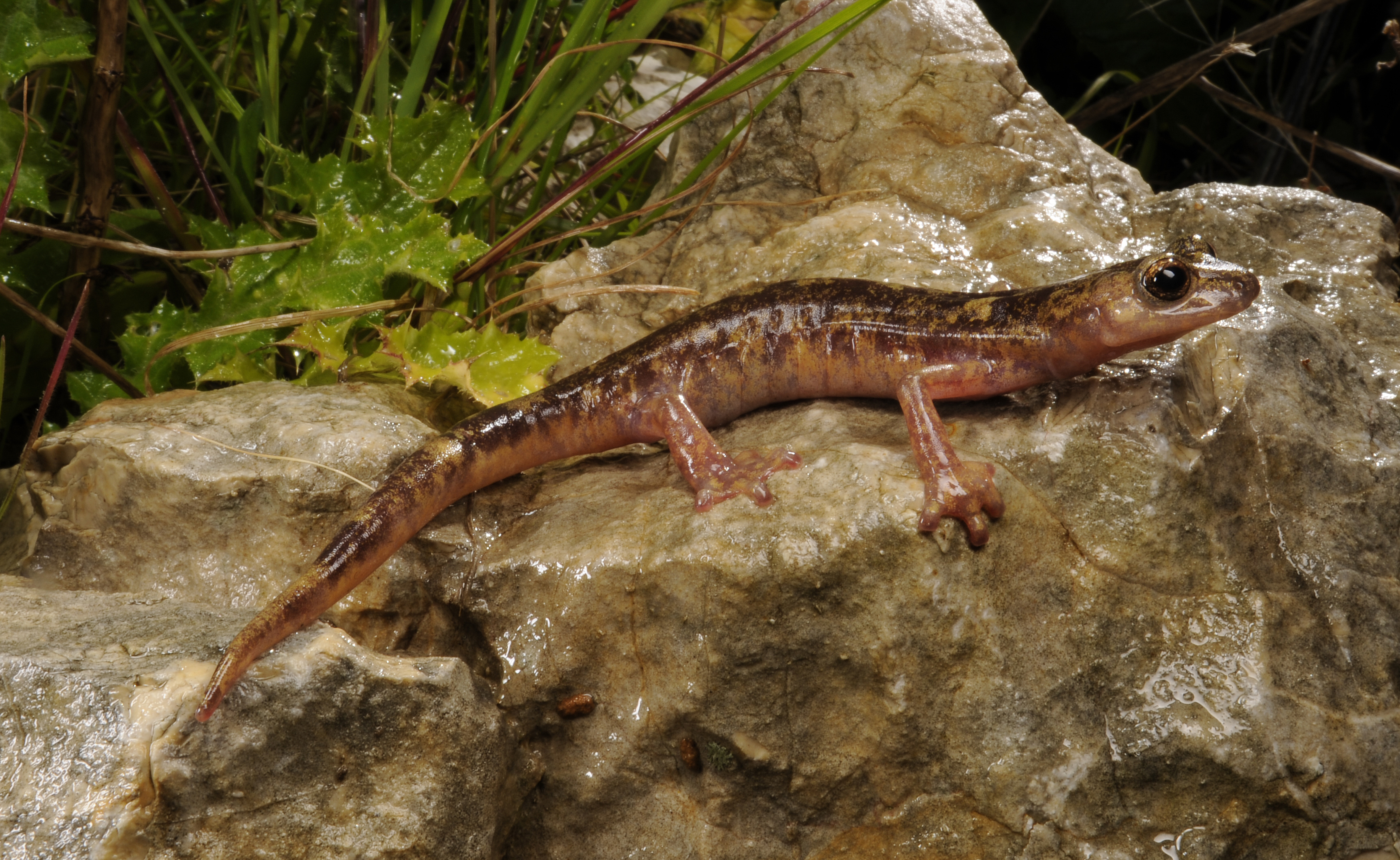
Monte-Albo-Höhlensalamander (Hydromantes flavus)

Die Gattung wurde 1848 von Gistel aufgestellt, der auch 1843 die Untergattung Hydromantes und 1868 die Untergattung Atylodes beschrieb. 1984 wurde von Alain Dubois die Untergattung Speleomantes für die europäischen Vertreter der Gattung aufgestellt. In neuerer Zeit wird die Untergattung Speleomantes häufig wieder verworfen und die Vertreter schlicht zur Gattung Hydromantes gestellt. Der Genés Höhlensalamander wird manchmal in die eigene Gattung Atylodes gestellt, oft aber auch der Untergattung Speleomantes bzw. Hydromantes zugeordnet oder in die eigene Untergattung Atylodes gestellt.
Der Name Europäische Höhlensalamander ist irreführend, da die Gattung Hydromantes auch in Nordamerika vertreten ist.

## Verbreitung
Die fünf nordamerikanischen Vertreter der Gattung leben endemisch in Nordkalifornien.
Der Italienische Höhlensalamander, Ambrosis Höhlensalamander und der Ligurische Höhlensalamander besiedeln das europäische Festland vom äußersten Südosten Frankreichs über Ligurien bis in das zentrale Italien.
Die übrigen fünf Arten haben kleine, voneinander abgetrennte Verbreitungsgebiete auf Sardinien.

## Arten
- Untergattung Atylodes
  - Atylodes genei (Temminck & Schlegel, 1838) – Genés Höhlensalamander
- Untergattung Hydromantes
  - Hydromantes brunus Gorman, 1954 – Kalkstein-Salamander
  - Hydromantes platycephalus (Camp, 1916) – Mount-Lyell-Salamander
  - Hydromantes samweli Bingham, Papenfuss, Lindstrand & Wake, 2018 – Samwel-Shasta-Salamander
  - Hydromantes shastae Gorman & Camp, 1953 – Shasta-Salamander
  - Hydromantes wintu Bingham, Papenfuss, Lindstrand & Wake, 2018 – Wintu-Shasta-Salamander
- Untergattung Speleomantes
  - Hydromantes (Speleomantes) ambrosii Lanza, 1954 – Ambrosis Höhlensalamander
  - Hydromantes (Speleomantes) flavus Stefani, 1969 – Monte-Albo-Höhlensalamander
  - Hydromantes (Speleomantes) imperialis Stefani, 1969 – Duftender Höhlensalamander
  - Hydromantes (Speleomantes) italicus Dunn, 1923 – Italienischer Höhlensalamander
  - Hydromantes (Speleomantes) sarrabusensis (Lanza, Leo, Forti, Cimmaruta, Caputo & Nascetti, 2001) – Sàrrabus-Höhlensalamander
  - Hydromantes (Speleomantes) strinatii Aellen, 1958 – Ligurischer Höhlensalamander
  - Hydromantes (Speleomantes) supramontis Lanza, Nascetti & Bullini, 1986 – Sopramonte-Höhlensalamander

## Gefährdung
Die IUCN listet die meisten Arten als nicht gefährdet, potentiell gefährdet oder gefährdet. Lediglich der Sopramonte-Höhlensalamander wird als stark gefährdet klassifiziert.